# VBP1
VBP1 (англ. VHL binding protein 1) – білок, який кодується однойменним геном, розташованим у людей на довгому плечі X-хромосоми. Довжина поліпептидного ланцюга білка становить 197 амінокислот, а молекулярна маса — 22 658.
| 10         |  | 20         |  | 30         |  | 40         |  | 50         |
| ---------- |  | ---------- |  | ---------- |  | ---------- |  | ---------- |
| MAAVKDSCGK |  | GEMATGNGRR |  | LHLGIPEAVF |  | VEDVDSFMKQ |  | PGNETADTVL |
| KKLDEQYQKY |  | KFMELNLAQK |  | KRRLKGQIPE |  | IKQTLEILKY |  | MQKKKESTNS |
| METRFLLADN |  | LYCKASVPPT |  | DKMCLWLGAN |  | VMLEYDIDEA |  | QALLEKNLST |
| ATKNLDSLEE |  | DLDFLRDQFT |  | TTEVNMARVY |  | NWDVKRRNKD |  | DSTKNKA    |

A: Аланін

C: Цистеїн

D: Аспарагінова кислота

E: Глутамінова кислота

F: Фенілаланін

G: Гліцин

H: Гістидин

I: Ізолейцин

K: Лізин

L: Лейцин

M: Метіонін

N: Аспарагін

P: Пролін

Q: Глутамін

R: Аргінін

S: Серин

T: Треонін

V: Валін

W: Триптофан

Кодований геном білок за функцією належить до шаперонів. 
Задіяний у такому біологічному процесі, як ацетилювання. 
Локалізований у цитоплазмі, ядрі.